# Oratorio di Sant'Ambrogio (Faido)
L'oratorio di Sant'Ambrogio è un edificio religioso costruito a partire dal XIII secolo a Segno, nella frazione Cavagnago del comune di Faido.

## Storia
L'edificio, che fonde elementi dell'architettura romanica e di quella tardogotica, conserva ancora una parte della chiesa duecentesca, rintracciabile nella parte est. Il resto si deve all'ampliamento del XV secolo, quando fu allargata senza rispettare l'asse della chiesa originaria. Alla fine del medesimo secolo fu riconsacrato l'altare (1487) e il muro esterno che dà a sud fu decorato con gli affreschi di San Michele, San Cristoforo e Santa Domenica. Le tre opere, attribuite alla bottega di Cristoforo e Nicolao da Seregno, sono conservati solo in parte e risalgono agli anni fra il 1450 e il 1475. Una delle monofore dell'abside fu ripristinata nel 1931.

## Descrizione
Dotato di campanile romanico, l'edificio presenta una struttura a navata singola, terminante in un'abside semicircolare. L'oratorio conserva affreschi risalenti al XV secolo.